# Johann Kaspar Thürriegel

Johann Kaspar Thürriegel

Johann Kaspar Thürriegel (auch Johann Caspar von Thürrigel); (* 31. Juli 1722 in Gossersdorf; † 26. Januar 1800 in Pamplona, Spanien) war Angehöriger des preußischen Freikorps „Gschray“, Spion des sächsischen und französischen Geheimdienstes sowie Kolonistenwerber in Diensten der spanischen Krone.

## Leben
Thürriegel wurde als Sohn eines Halbbauern im Bayerischen Wald geboren. Er war zunächst Schreiber in der Bräuverwaltung Gossersdorf, dann kurfürstlicher Gerichtsschreiber in Mitterfels. Mit zwanzig Jahren schloss er sich dem Freikorps Gschray an, trat dann aber als Kadett dem französischen Infanterieregiment „La Mark“ bei. Während des Siebenjährigen Krieges war er vor allem als Spion in französischen Diensten beschäftigt, wo er bis zum Oberstleutnant befördert wurde. Als sein Wunsch nach einem eigenen Freikorps in Frankreich nicht erfüllt wurde, schloss er sich 1760 dem neu gegründeten preußischen Freikorps seines alten Bekannten Gschray an. Nachdem es zum Streit gekommen war, denunzierte ihn Gschray beim König, worauf Thürriegel 1761 in Haft kam. Als sich seine Unschuld herausstellte, wurde er 1763 wieder aus der Haft entlassen. Thürriegel veröffentlichte 1766 eine Schmähschrift auf Gschray unter dem Titel: Der glückliche Bayerische Eisenamtmann, oder merkwürdige Lebensgeschichte des berüchtigten Königl. Preußischen Generalmajors Herrn v. Gschray.
1767 gelang es Thürriegel, den modernen und aufgeklärten König von Spanien, Karl III., für seinen Plan der inneren Kolonisation Spaniens zu begeistern. Mit einer entsprechenden Vollmacht der spanischen Krone ausgestattet, warb er in Süddeutschland (Baden, Württemberg, Pfalz, Kurfürstentümer Mainz und Trier), im Elsass, in Lothringen, in der Schweiz und in Flandern über 7.000 Siedler an, die in der Sierra Morena und Andalusien 15 Städte und 26 Kleinsiedlungen gründeten (u. a. Fuente Palmera, La Carolina, La Luisiana, La Carlota, Cañada Rosal, Aldeaquemada).
Die Regierungen der Herkunftsländer behinderten und verboten die Abwerbung, setzten teilweise sogar Kopfgelder auf Thürriegel aus. Entgegen seinem Vertrag mit der spanischen Krone konnte er daher nicht ausschließlich „wertvolle katholische Arbeiter“, sondern zu großen Teilen nur arme Tagelöhner, Land- und Wanderarbeiter sowie Fahrendes Volk anwerben. Nach dem Sturz des spanischen Leiters der Kolonisation, Superintendente de las Nuevas Poblaciones de Sierra Morena y Andalucía Pablo de Olavide y Jáuregui, verfielen die Siedlungen zwischenzeitlich. Durch den von Beginn an erwünschten Prozess der Hispanisierung nahmen die überwiegend deutschsprachigen Einwanderer bald die spanische Sprache an. Im Jahr 1835 wurde der Sonderstatus aufgehoben und die neuen Städte und Dörfer in die normalen Provinzverwaltungen integriert.
Thürriegel wurde 1787 wegen eines Zollvergehens zu zehnjähriger Festungshaft in Pamplona verurteilt. Nach einiger Zeit gelang ihm die Flucht. Doch statt über die Grenze nach Frankreich zu fliehen, wandte er sich an den König, warf sich ihm zu Füßen und bat um Gerechtigkeit oder Gnade. In die Zitadelle in Pamplona zurückgeschafft, starb er dort in vermutlich eher milder Festungshaft am 26. Januar 1800. Laut Benachrichtigungsbrief des Gerichtsschreibers Mariano de Comas an die Witwe Thürriegels hinterließ er eine Barschaft von 15.053 Reales sowie ältere Möbel. „Señora condesa de Schwanenfeld y Turrijel“ wurde anheimgestellt, die Möbel abzuholen. „Don Juan Gaspar de Turrijel“ sei an der Kirche der Zitadelle begraben worden.

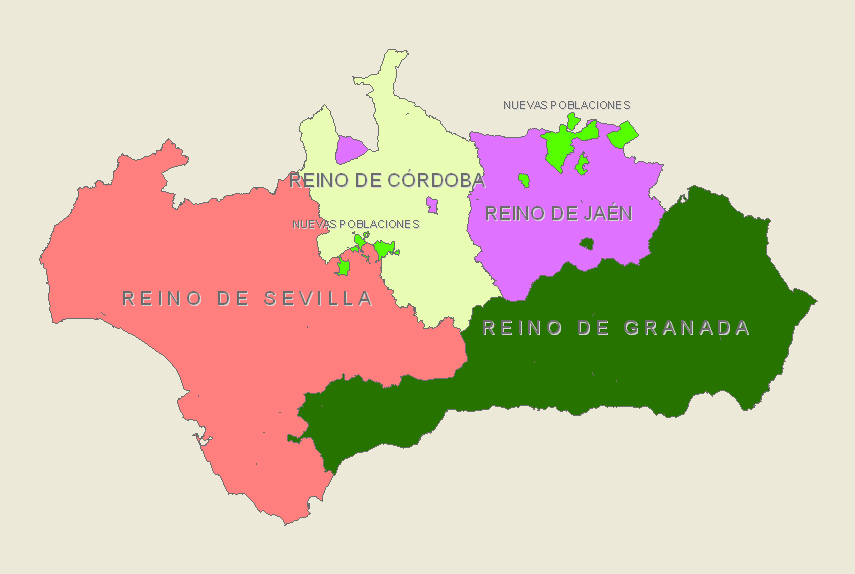
Die Cuatro Reinos de Andalucía und die Nuevas Poblaciones de Andalucía

## Sonstiges
Am 31. Juli 2011 wurde Johann Kaspar Thürriegel in seiner Heimatgemeinde Gossersdorf im Bayerischen Wald ein Denkmal gesetzt.

## Werke
- Der glückliche Bayerische Eisenamtmann, oder Merkwürdige Lebensgeschichte des berüchtigten Königl. Preußischen Generalmajors Herrn v. Gschray, Nebst geheimen Nachrichten sowohl von dessen Anverwandten, als auch von dem Obristlieutenant Herrn v. Thürriegel. Mit authentischen Beylagen, Briefen und Schriften versehen. Frankfurt und Leipzig 1766.
  - Der glückliche Bayerische Eisenamtmann in der Google-Buchsuche
  - Auch in: Hans Bleckwenn (Hrsg.): Altpreußischer Kommiß – offiziell, offiziös und privat. Neudrucke nach Erstausgaben und Erstveröffentlichungen nach Manuskripten, Heft 5. Neudruck der Ausgabe Frankfurt und Leipzig 1766, Biblio-Verlag Bissendorf, Osnabrück 1974, ISBN 3-7648-0815-2 oder ISBN 978-3-7648-0815-0.

## Film
- Engelbert Schwarzenbeck: Der Vizekönig der Sierra Morena. Wie der bayerische Abenteurer Johann Kaspar Thürriegel in Andalusien eine Kolonie gründete. Fernsehdokumentation des Bayerischen Rundfunks, 2002